# Pazzano

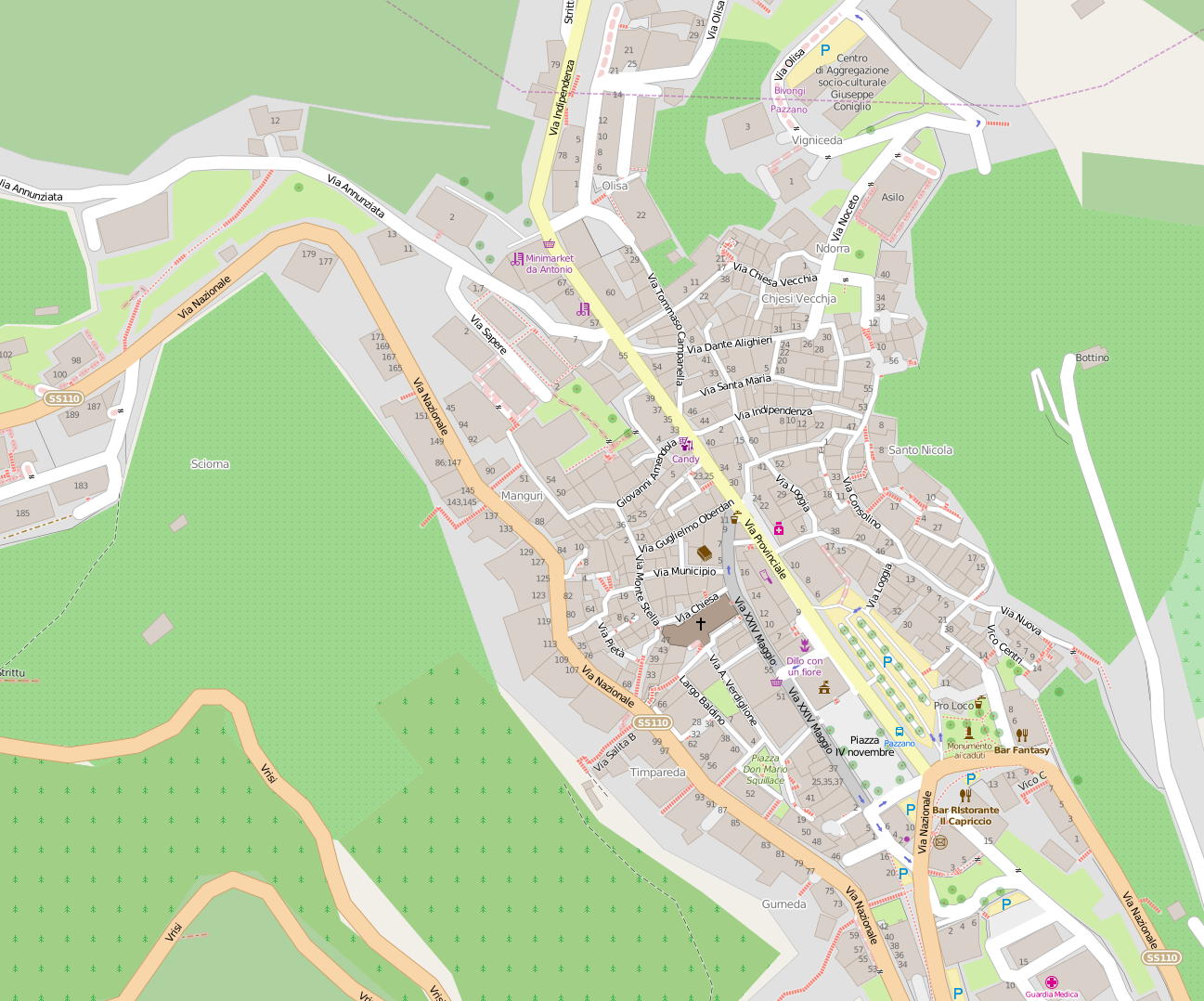
Carte de Pazzano (OpenStreetMap 2015).

Pazzano est une commune de la province de Reggio de Calabre, dans la région Calabre, en Italie.

## Administration
| Période                                  | Période  | Identité             | Étiquette    | Qualité |
| ---------------------------------------- | -------- | -------------------- | ------------ | ------- |
| 1943                                     |          | Emilio Amato         |              | Maire   |
| 1944                                     |          | Emilio Amato         |              | Maire   |
| 1946                                     |          | Rocco Micelotta      |              | Maire   |
| 1954                                     |          | Remo Taverniti       |              | Maire   |
| 1961                                     |          | Libero Taverniti     |              | Maire   |
| 1965                                     |          | Ilario Papello       |              | Maire   |
| 1969                                     |          | Francesco Russo      |              | Maire   |
| 1971                                     |          | Stefano Zannino      |              | Maire   |
| 1973                                     |          | Francesco Zannino    |              | Maire   |
| 1978                                     |          | Francesco Zannino    |              | Maire   |
| 1984                                     |          | Salvatore Fiorenza   |              | Maire   |
| 1986                                     |          | Salvatore Tassone    |              | Maire   |
| 1990                                     |          | Salvatore Tassone    |              | Maire   |
| 29 mars 2010                             |          | Salvatore Fiorenza   | Lista civica | Maire   |
| 5 avril 2005                             |          | Franco Depace        | Lista civica | Maire   |
| 31 mai 2015                              | En cours | Alessandro Taverniti | Lista civica | Maire   |
| Les données manquantes sont à compléter. |          |                      |              |         |

### Communes limitrophes
Bivongi, Caulonia, Nardodipace, Placanica, Stignano, Stilo.

### Évolution démographique
Habitants recensés

## Culture
- Église Santa Maria Assunta in Cielo
- Sancruaire Monte Stella
- Fontana Vecchia

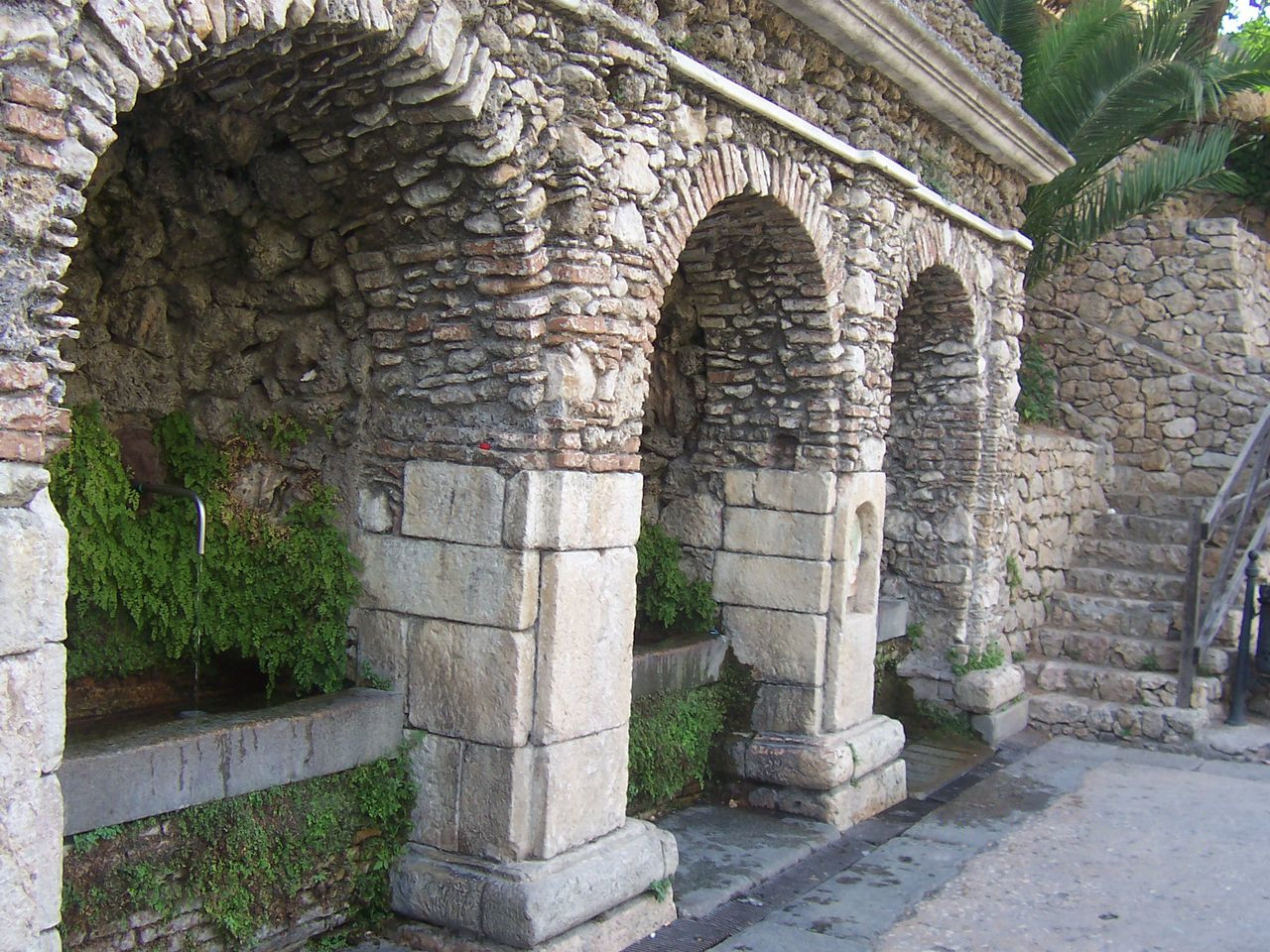
Fontaine.
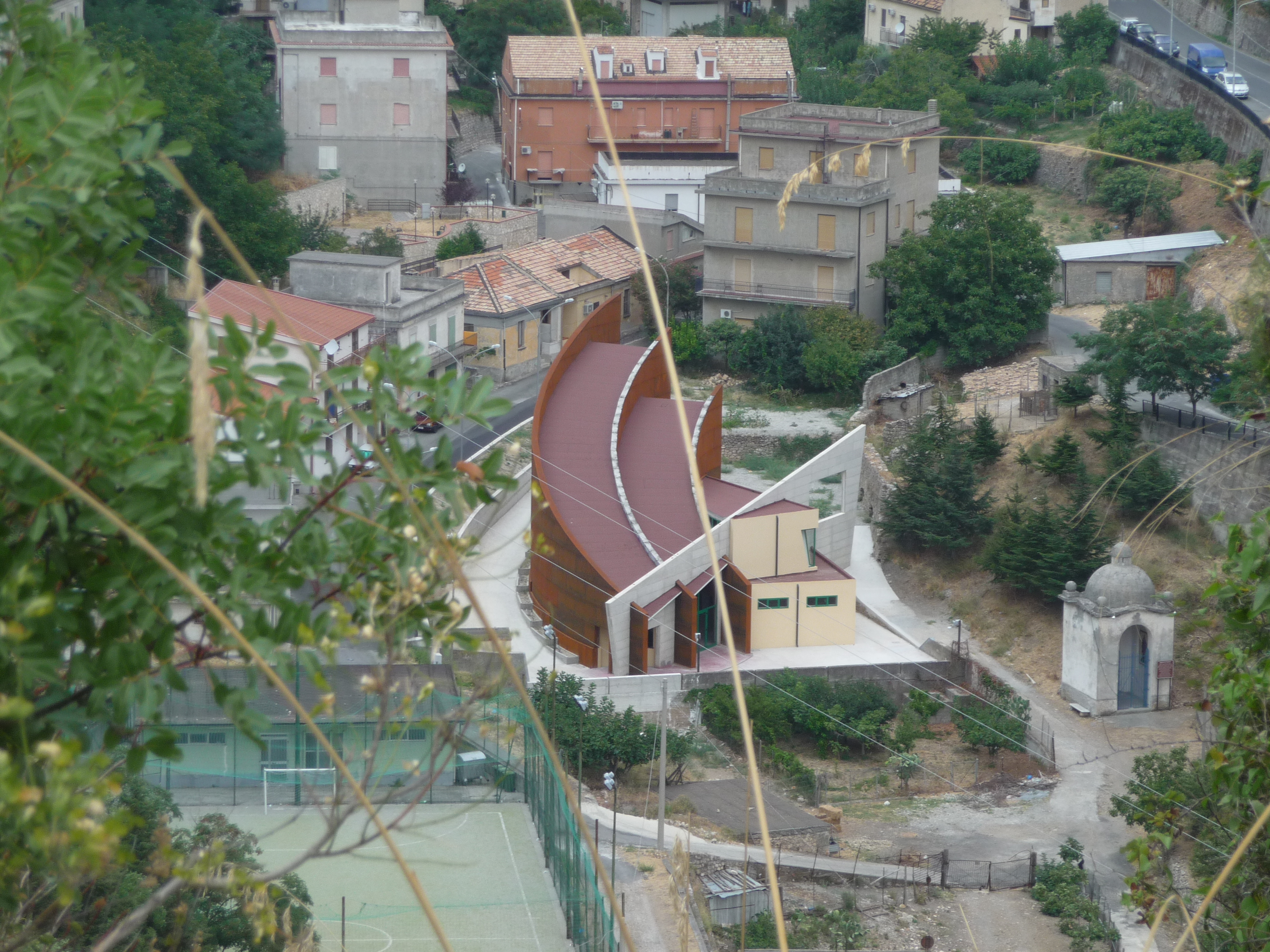
Musée de la Cultura Mineraria en 2009.

## Fêtes, foires
- 19 mars - Fête patronale et procession de San Giuseppe, offerte comme ex-voto ciciri e cannarozzeda
- 1er mai - Fête de Madonna dell'Immacolata, église Santa Maria Assunta in cielo.
- 1er dimanche d'août - Fête de San Salvatore
- 14-15 août - Pèlerinage  grotte de Madonna della stella.
- 3-5 septembre - Fête de San Rocco
- 31 octobre - Fête de Mbiati muorti

## Personnalités liées à la ville
- Francesco Chiodo (1938), peintre
- Giuseppe Coniglio (1922-2006), poète
- Libero Fiorenza (1913-1943), journaliste
- Edoardo Pisani (1911-1973), journaliste
- Adasaffo Sapere, poète
- Cosimo Tassone (1922, sculpteur
- Roberto Taverniti (1888-1916), journaliste
- Antonio Verdiglione, soldat
- Luigi Sbarra (1960), secrétaire CISL de la région Calabre